# Parabolopona yangi
Parabolopona yangi är en insektsart som beskrevs av Zhang, Chen och Shen 1995. Parabolopona yangi ingår i släktet Parabolopona och familjen dvärgstritar. Inga underarter finns listade i Catalogue of Life.